# 陳金華
陳金華（？—？），廣西省永福縣人，清朝政治人物、進士出身。
光緒三十年，會試第261名；殿試登進士三甲第121名，后分發為知縣。